# Онстад (тауншип, Миннесота)
Онстад (англ. Onstad) — тауншип в округе Полк, Миннесота, США. На 2000 год его население составило 70 человек.

## География
По данным Бюро переписи населения США площадь тауншипа составляет 92,4 км², из которых 92,1 км² занимает суша, а 0,3 км² — вода (0,31 %).

## Демография
По данным переписи населения 2000 года здесь находились 70 человек, 26 домохозяйств и 21 семья. Плотность населения —  0,8 чел./км². На территории тауншипа расположено 30 построек со средней плотностью 0,3 построек на один квадратный километр. Расовый состав населения: 97,14 % белых и 2,86 % азиатов.
Из 26 домохозяйств в 30,8 % воспитывались дети до 18 лет, в 73,1 % проживали супружеские пары, в 3,8 % проживали незамужние женщины и в 15,4 % домохозяйств проживали несемейные люди. 15,4 % домохозяйств состояли из одного человека, при том 7,7 % из — одиноких пожилых людей старше 65 лет. Средний размер домохозяйства — 2,69, а семьи — 2,95 человека.
25,7 % населения — младше 18 лет, 8,6 % — в возрасте от 18 до 24 лет, 20,0 % — от 25 до 44, 37,1 % — от 45 до 64, и 8,6 % — старше 65 лет. Средний возраст — 39 лет. На каждые 100 женщин приходилось 118,8 мужчин. На каждые 100 женщин старше 18 приходилось 108,0 мужчин.
Средний годовой доход домохозяйства составлял 43 125 долларов, а средний годовой доход семьи —  43 125 долларов. Средний доход мужчин —  30 000  долларов, в то время как у женщин — 21 250. Доход на душу населения составил 12 807 долларов. За чертой бедности не находились ни одна семья и ни один человек.